# Побережченко Сергій Володимирович
Сергі́й Володи́мирович Побере́жченко (нар. 14 червня 1965, Первомайськ) — український волейболіст і тренер. Майстер спорту СРСР. Заслужений тренер України.

## Біографія
Сергій Володимирович Побережченко народився 14 червня 1965 року в місті Первомайську Миколаївської області в робочій сім'ї. Українець. Займатись волейболом почав у шкільні роки. В 1979 році під час чемпіонату області на Сергія звернув увагу тренер Володимир Бомштейн — хлопця запросили до м. Миколаєва. В 1980 році закінчив 8 класів спортінтернату в Миколаєві і переїхав до Харкова в школу Олімпійського резерву волейбольного клубу «Локомотив».
Закінчив Навчально-науковий інститут механотроніки і систем менеджменту ХНУСГ імені П. Василенка.
Був першим віце-президентом Харківської обласної федерації волейболу. У 2005—2007 роках — старший викладач кафедри фізичного виховання ХДЕУ.

### Кар'єра гравця
Кар'єру гравця розпочав у харківському волейбольному клубі «Локомотив».
В 1982—1985 роках виступав у складі молодіжної збірної СРСР з волейболу (тренер — Володимир Кондра), був капітаном збірної. 1984 рік — перемога на молодіжному Чемпіонаті Європи у Франції. 1985 рік — перемога на молодіжному Чемпіонаті світу в Італії.
1986 рік — перемога на Спартакіаді народів СРСР.
У складі харківського «Локомотива» двічі (у 1994 та 1996 роках) ставав чемпіоном України.
У 1990 та 1995 роках грав за волейбольний клуб «Кралево» (Югославія). 1991 рік провів за французький волейбольний клуб.
1997 року закінчив ігрову кар'єру.

### Кар'єра тренера
В 1997 році став третім тренером волейбольного клубу «Локомотив», згодом — другим тренером. Після смерті головного тренера команди Леоніда Ліхна в грудні 2002 року очолив команду.
Під його керівництвом харківський «Локомотив» у 2003 році втретє поспіль виграв Чемпіонат України, вдруге поспіль — Кубок України, став фіналістом Кубку Топ-команд Європейської конфедерації волейболу (ЄКВ). У 2004 році харківський «Локомотив» став учетверте поспіль чемпіоном України. У березні того ж року команда вперше за історію українського волейболу виграла європейський турнір — Кубок Топ-команд ЄКВ. У фіналі Кубку України «Локомотив» поступився землякам з ВСК «Юридична академія». Напередодні старту в Лізі чемпіонів Європи С. Побережченко раптово подав у відставку.
У сезоні 2004/05 років був тренером ВК «Динамо» (Москва). У 2005—2008 роках тренував студентські команди з волейболу при Харківському державному економічному університеті, де в той час викладав. У сезоні 2008/2009 років був головним тренером ВК «Автомобіліст» (Санкт-Петербург). Під його керівництвом команда перемогла в зоні Європи вищої ліги Б Чемпіонату Росії і завоювала путівку до вищої ліги А.
У сезоні 2009/2010 — головний тренер команди Української волейбольної Суперліги «Будівельник-Динамо-Буковина» з Чернівців: команда дійшла до півфіналу Кубка України, а також пробилася до фінальної четвірки першости України.
З 2010 року заслужений тренер України С. В. Побережченко був головним тренером волейбольної команди «Динамо-2» (Москва).
У сезоні 2020/21 керував чоловічим ВК «Решетилівка», який вивів до Суперліги України. Улітку 2021 року очолив ВК «Полтавчанка», у жовтні 2021 — покинув пост головного тренера.

## Нагороди і звання
- Майстер спорту СРСР
- Заслужений тренер України
- Медаль «За працю і звитягу»